# Vogelschutzgebiet 'Moore und Heiden des westlichen Münsterlandes'
Vogelschutzgebiet 'Moore und Heiden des westlichen Münsterlandes' este o arie protejată (arie de protecție specială avifaunistică — SPA) din Germania întinsă pe o suprafață de 2.323,72 ha, integral pe uscat.

## Localizare
Centrul sitului Vogelschutzgebiet 'Moore und Heiden des westlichen Münsterlandes' este situat la coordonatele 52°04′19″N 6°43′23″E / 52.0719°N 6.7231°E.

## Înființare
Situl Vogelschutzgebiet 'Moore und Heiden des westlichen Münsterlandes' a fost declarat arie de protecție specială avifaunistică în septembrie 1983 pentru a proteja 54 de specii de animale.

## Biodiversitate
Situată în ecoregiunea atlantică, aria protejată nu include niciun habitat protejat.
La baza desemnării sitului se află mai multe specii protejate de  păsări (54): lăcar-de-lac (Acrocephalus scirpaceus), rață sulițar (Anas acuta), rață lingurar (Anas clypeata), rață mică (Anas crecca crecca), rață fluierătoare (Anas penelope), rață cârâitoare (Anas querquedula), Anas strepera strepera, Anser albifrons albifrons, gâscă de semănătură (Anser fabalis), fâsă de luncă (Anthus pratensis), ciuf de câmp (Asio flammeus), buhai de baltă (Botaurus stellaris stellaris), Branta leucopsis, caprimulg (Caprimulgus europaeus), egretă mare (Casmerodius albus albus), Charadrius dubius curonicus, chirighiță neagră (Chlidonias niger), erete de stuf (Circus aeruginosus), erete vânăt (Circus cyaneus), cristeiul de câmp (Crex crex), Cygnus columbianus bewickii, lebădă de iarnă (Cygnus cygnus), ciocănitoare neagră (Dryocopus martius), șoim de iarnă (Falco columbarius), Falco peregrinus peregrinus, șoimul rândunelelor (Falco subbuteo), becațină comună (Gallinago gallinago), Grus grus grus, sfrâncioc roșiatic (Lanius collurio), sfrâncioc mare (Lanius excubitor excubitor), pescăruș-cu-cap-negru (Larus melanocephalus), Limosa limosa limosa, Luscinia svecica cyanecula, becațină mică (Lymnocryptes minimus), Mergus merganser merganser, Numenius arquata arquata, grangur (Oriolus oriolus), viespar (Pernis apivorus), bătăuș (Philomachus pugnax), Phoenicopterus ruber, codroșul de pădure (Phoenicurus phoenicurus), ploier auriu (Pluvialis apricaria), Podiceps nigricollis nigricollis, cresteț pestriț (Porzana porzana), Rallus aquaticus aquaticus, mărăcinar (Saxicola rubetra), mărăcinar negru (Saxicola torquatus), Tachybaptus ruficollis ruficollis, fluierar negru (Tringa erythropus), fluierar de mlaștină (Tringa glareola), fluierar cu picioare verzi (Tringa nebularia), fluierarul de zăvoi (Tringa ochropus), fluierarul cu picioare roșii (Tringa totanus), nagâț (Vanellus vanellus).